# Cantó de Trévoux
El cantó de Trévoux és un cantó francès del departament de l'Ain, situat al districte de Bourg-en-Bresse. Té sis municipis i el cap és Trévoux.

## Municipis
- Beauregard
- Frans
- Jassans-Riottier
- Saint-Bernard
- Saint-Didier-de-Formans
- Trévoux

## Història
| Data d'elecció                           | Identitat         | Partit          | Qualitat |
| ---------------------------------------- | ----------------- | --------------- | -------- |
| 1945-1949                                | Gustave Clavez    | SFIO            |          |
| 1949-1976                                | Émile Dubuis      | MRP, després CD |          |
| 1970-1976                                | Michel Vittori    | UDR             |          |
| 1976-1982                                | Edmond Large      | PS              |          |
| 1982-1985                                | Louis Baise       | RPR             |          |
| 1985-1992                                | Henri Desmonceaux | Divers droite   |          |
| 1992-1998                                | Paul Colombel     | RPR             |          |
| 1998-                                    | Patrick Rousset   | Divers gauche   |          |
| les dades anteriors no són pas conegudes |                   |                 |          |
|                                          |                   |                 |          |

## Demografia
| A partir de 1990: Població sense dobles comptes |